# Juncus brachycarpus
Juncus brachycarpus là một loài thực vật có hoa trong họ Juncaceae. Loài này được Engelm. mô tả khoa học đầu tiên năm 1867.

## Hình ảnh

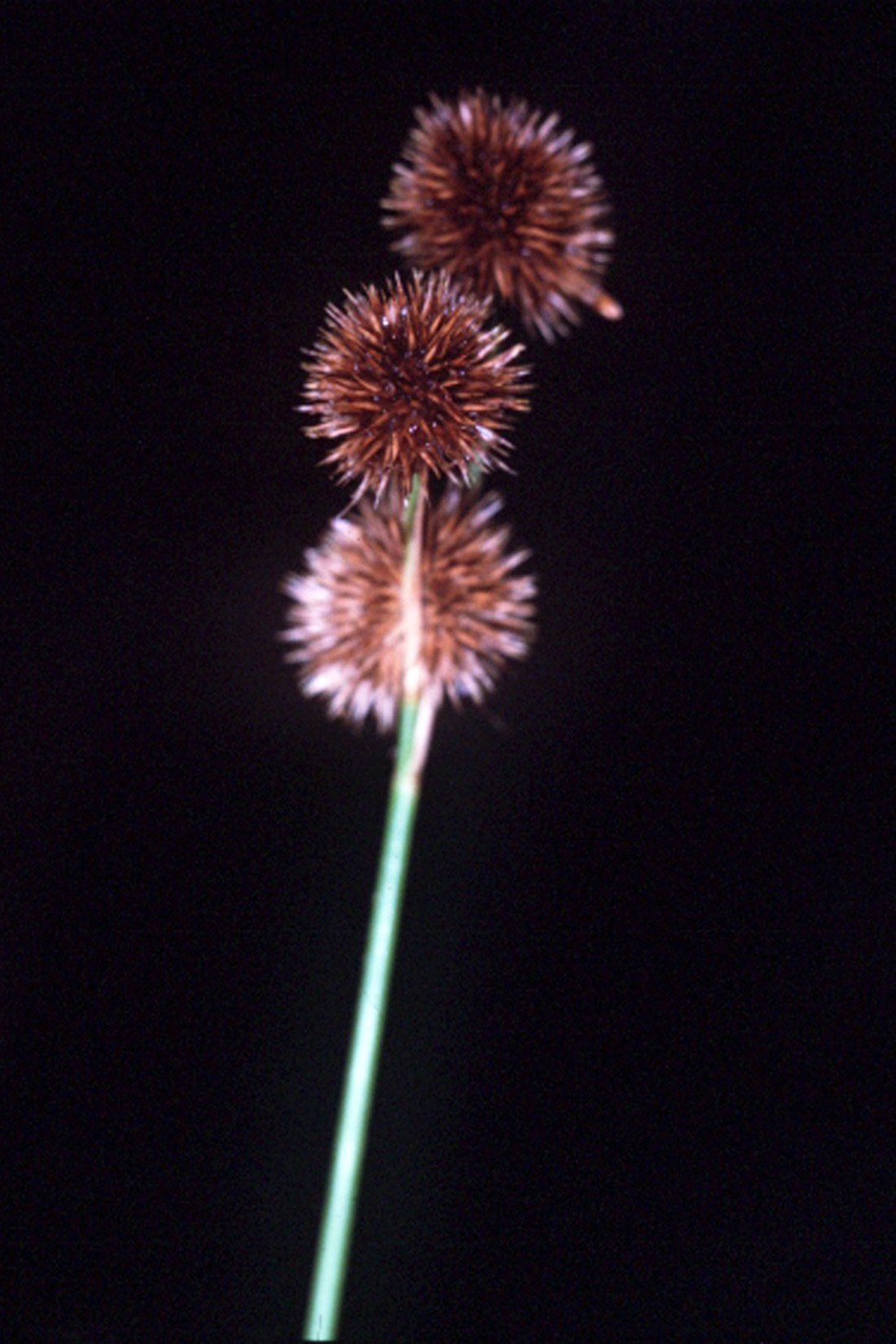